# There's Something About Mary
There's something about Mary és una pel·lícula estatunidenca de comèdia romàntica del 1998, dirigida pels germans Bobby i Peter Farrelly i protagonitzada per Ben Stiller, Cameron Diaz i Matt Dillon.

## Argument
En Ted (Ben Stiller), un maldestre i tímid adolescent, té una cita de graduació amb la noia dels seus somnis, la Mary Jensen (Cameron Diaz). La cita és un desastre quan en Ted té un dolorós i humiliant problema amb la cremallera dels seus pantalons i ha d'anar a l'hospital.
La Mary es trasllada a un altre estat lluny d'en Ted, i mai no es tornen a veure. Tretze anys després, ell continua enamorat d'ella. Per consell del seu millor amic Dom (Chris Elliott), decideix contractar un detectiu privat anomenat Pat (Matt Dillon) per trobar-la; només que en Pat també s'enamora de la Mary. En Ted i en Pat acaben mentint-se, enganyant-se en llur competència per la Mary i descobreixen que no són només ells els únics que prenen mesures desesperades per estar prop d'ella.

## Recepció
Inesperadament fou la quarta pel·lícula més taquillera del 1998 als Estats Units, catapultant Ben Stiller a la fama immediatament. Fins a la pel·lícula De boda en boda (Wedding Crashers) (2005), There's Something About Mary fou la pel·lícula per a adolescents qualificada no apta per a menors de 17 anys amb més èxit de taquilla.
There's Something About Mary es col·locà al lloc 27 en una llista que elaborà l'American Film Institute de les 100 pel·lícules més gracioses dels darrers 100 anys. El 2000 els lectors de Total Film la votaren com la quarta pel·lícula més graciosa de tots els temps. També ocupa el quart lloc a la llista Les 100 pel·lícules més gracioses segons el canal llatinoamericà Bravo.